# Bill Charlap
Bill Charlap (Nueva York, 15 de octubre de 1966) es un pianista estadounidense de jazz. Su especialidad son los estándares y su estilo oscila entre el bop y el hard bop. 

## Biografía esencial
Nace en el seno de una familia musical: su padre, Mark Charlap, fue compositor de Broadway y letrista para obras como Peter Pan, The Conquering Hero, Whoop-up, Alice Through the Looking Glass y Kelly; su madre, Sandy Stewart, es una popular cantante que trabajó con Benny Goodman, participó en el show televisivo de Perry Como y consiguió una nominación a los Grammy por su canción "My Coloring Book".
Bill comenzó a tocar el piano muy joven. Estudió con el pianista de jazz Jack Reilly y con la pianista clásica Eleanor Hancock, y fue ayudado además por Dick Hyman. Después de terminar sus estudios de música clásica, se incorporó completamente al mundo del jazz a finales de los años ochenta, cuando se unió al quinteto del saxofonista Gerry Mulligan y, más tarde, en 1994 incorporándose a la banda del también saxofonista Phil Woods. Durante esta etapa, Charlap acompañó a artistas como Benny Carter, Clark Terry, Frank Wess, Tony Bennett, Carol Sloane y Sheila Jordan.
Bill Charlap ha sido director musical de Midnight in the Garden of Good and Evil, un homenaje a Johnny Mercer, parte del JVC Jazz Festival de Nueva York. 
Comenzó su carrera como solista en 1994 y ha grabado desde entonces varios discos. En 1996, comenzó a tocar en trío con el bajo Peter Washington y el batería Kenny Washington. 
Este versátil pianista se siente igual de bien como parte de un trío o como acompañante. Sobresale en una variedad de estilos, incluyendo el jazz tradicional y el Great American Songbook.  Bill Charlap está casado desde 2007 con la pianista canadiense Renee Rosnes, con quien grabó el disco Double Portrait en 2010.
Bill Charlap ha sido galardonado con el premio al pianista de jazz del año 2003 otorgado por la Jazz Journalists Association y fue señalado como el más destacable solista de jazz en los premios Manhattan's Night Life por dos años consecutivos: 2003 y 2004. Ha grabado en solitario para Blue Note Bill Charlap Plays George Gershwin - The American Soul y un disco de baladas junto a su madre titulado Love Is Here To Stay (en 2005).
Desde septiembre de 2015, Bill Charlap es el director de los Estudios de Jazz en la William Paterson University en Wayne, Nueva Jersey.
Su álbum con Tony Bennet de 2015,The Silver Lining: The Songs of Jerome Kern, recrea los siguientes temas del compositor: All the Things You Are; Pick Yourself Up; The Last Time I Saw Paris; I Won't Dance; Long Ago and Far Away; Dearly Beloved; The Song Is You; They Didn't Believe Me; I'm Old Fashioned; The Way You Look Tonight; Yesterdays; Make Believe; Nobody Else But Me; Look For the Silver Lining. 
Al igual que Billie Holiday y Frank Sinatra las letras siempre han sido importantes para Bennett. Es, por lo tanto, especialmente comunicativo en las baladas con la modulación de su tono. En "The Way You Look Tonight," su voz desciende a un susurro suave e íntimo con el piano discreto y elegante de Charlap complementando la intimidad del cantante. Bennett magistralmente restringe su uso de adornos melódicos de manera que cuando vienen, el efecto es deslumbrante. 
Los números de ritmo rápido son ejercicios rítmicos energéticos, con Bennett rebotando sobre el piano infecciosamente nítido y constante de Charlap. Este tipo de oscilación vivaz se adapta a temas como "Nobody Else But Me". En siete de las catorce pistas hay el acompañamiento robusto de Peter Washington en el bajo y Kenny Washington en la batería. Tres de las canciones restantes (todas baladas) cuentan con dos pianistas: él y su esposa Renee Rosnes. El resultado es un álbum de piano-vocal tan gratificante como las célebres reuniones de Bennett con Bill Evans a mediados de los años setenta.

## Discografía

### Como líder o colíder
- Along with Me (1994, Chiaroscuro)
- Souvenir (1995, Criss Cross)
- The Gerry Mulligan Songbook (1996, Chiaroscuro)
- Distant Star (1997, Criss Cross)
- All Through the Night (1998, Criss Cross)
- Gene Bertoncini with Bill Charlap and Sean Smith (1998, Chiaroscuro)
- 'S Wonderful (1999, Venus Records)
- Written in the Stars (2000, Blue Note)
- 2gether (Nagel-Heyer, 2000) Con Warren Vaché
- Stardust (2002, Blue Note) (diferente del álbum homónimo de 2008 de Venus Records)
- Somewhere: The Songs of Leonard Bernstein (2004, Blue Note)
- Plays George Gershwin: The American Soul (2005, Blue Note)
- Rolling Stone Original (2005, Blue Note)
- Bill Charlap & Sandy Stewart: Love Is Here To Stay (2005, Blue Note)
- Live at the Village Vanguard (2007, Blue Note)
- Double Portrait (con Renee Rosnes) (2010, Blue Note)
- I'm Old Fashioned (con Peter Bernstein & Peter Washington) (2010, Venus Records)
- Tony Bennett & Bill Charlap The Silver Lining: The Songs of Jerome Kern (2015, RPM Columbia)
- Notes From New York (2016, Impulse!)
- "Uptown, Downtown" (2017, Impulse!)

### Como sideman

#### Harry Allen
- Harry Allen Plays Ellington Songs with the Bill Charlap Trio (RCA Victor)
- Blues for Pres and Teddy (Swingbros)

#### Ruby Braff
- You Brought a New Kind of Love (Arbors Records)

#### Johnny Frigo
- Johnny Frigo's DNA Exposed! (Arbors Records)

#### The Jon Gordon Quartet
- Spark (Chiaroscuro)

#### Scott Hamilton
- Back to New York

#### Jay Leonhart
- Great Duets (Chiaroscuro)

#### Brian Lynch
- Brian Lynch Meets Bill Charlap (Sharp Nine)

#### Gerry Mulligan
- Lonesome Boulevard (Verve Records)

#### Sean SmithQuartet
- LIVE! (Chiaroscuro)

#### Warren Vaché
- Dream Dancing (Arbors Records)

#### Phil Woods
- The Great American Songbook, Volumes 1 & 2 (Kind Of Blue)
- Voyage with the Bill Charlap Trio at the Floating Jazz Festival Aboard the QE2 (Chiaroscuro)

### Como miembro de The Blue Note 7
- Mosaic: A Celebration of Blue Note Records (Blue Note Records/EMI, 2009)

### Como miembro de The New York Trio
- Blues in the Night (Venus Records, 2001)
- The Things We Did Last Summer (Venus Records, 2002)
- Love You Madly (Venus Records, 2003)
- Stairway to the Stars (Venus Records, 2004)
- Begin the Beguine (Venus Records, 2005)
- Thou Swell (Venus Records, 2006)
- Stardust (The New York Trio & Ken Peplowski) (Venus Records, 2008)
- Always (Venus Records, 2008)
- Venus Favorites (Venus Records, 2009)